# Harvey Lembeck
Harvey Lembeck est un acteur américain, né le 15 avril 1923 à Brooklyn (New York) et mort le 5 janvier 1982 à Los Angeles. Il a aussi produit un téléfilm.
Il a joué dans presque tous les films du genre « beach party », où il interprète le rôle du chef de gang Eric Von Zipper.
Il est le père de l'acteur et réalisateur Michael Lembeck. Harvey Lembeck est enterré à l'Eden Memorial Park, cimetière de Los Angeles.

## Filmographie

### Comme acteur
- 1951 : La marine est dans le lac (You're in the Navy Now) : Norelli
- 1951 : 14 Heures : Cab driver
- 1951 : Les Hommes-grenouilles (The Frogmen) : Marvin W. 'Canarsie' Mikowsky
- 1952 : Finders Keepers (en)
- 1952 : Just Across the Street : Al
- 1952 : Back at the Front : Joe
- 1953 : Filles dans la nuit (Girls in the Night) : Chuck Haynes
- 1953 : Stalag 17 : Harry Shapiro
- 1953 : Mission Over Korea : Sgt. Maxie Steiner
- 1954 : La poursuite dura sept jours (The Command) : Pvt. Gottschalk
- 1955 : The Phil Silvers Show (série télévisée) : Cpl. Rocco Barbella
- 1956 : Le Temps de la colère (Between Heaven and Hell) : Pvt. Bernard "Bernie" Meleski (Co. G)
- 1958 : Kiss Me, Kate (téléfilm) : Gangster
- 1959 : Keep in Step (téléfilm) : Cpl Rocco Barbella
- 1961 : The Million Dollar Incident (en) (téléfilm) : Bullets Durgom
- 1961 : The Last Time I Saw Archie : Sgt. Malcolm Greenbriar
- 1961 : The Hathaways (série télévisée) : Jerry Roper
- 1961 : Sail a Crooked Ship (en) de Irving Brecher : Nickels
- 1962 : Vu du pont de Sidney Lumet : Mike
- 1962 : Ensign O'Toole (série télévisée) : Seaman Gabby Di Julio
- 1963 : Beach Party de William Asher : Eric Von Zipper
- 1963 : Une certaine rencontre (Love with the Proper Stranger) : Julio Rossini
- 1964 : La Reine du Colorado (The Unsinkable Molly Brown) : Polak
- 1964 : Bikini Beach de William Asher : Eric Von Zipper
- 1964 : Pajama Party : Eric Von Zipper
- 1965 : Beach Blanket Bingo : Eric Von Zipper
- 1965 : How to Stuff a Wild Bikini de William Asher : Eric Von Zipper
- 1965 : Deux Cinglés à l'armée (Sergeant Dead Head) de Norman Taurog : Amn. McEvoy
- 1965 : Dr. Goldfoot and the Bikini Machine de Norman Taurog : Guest appearance
- 1965 : The Wild Weird World of Dr. Goldfoot (en) (téléfilm) : Hugo
- 1966 : The Ghost in the Invisible Bikini : Eric Von Zipper
- 1966 : Fireball 500 (en) de William Asher : Charlie Bigg
- 1967 : Trois Fantômes à la plage (The Spirit Is Willing) de William Castle : cap. Pederson
- 1969 : Hello Down There de Jack Arnold : Sonarman
- 1974 : There Is No 13 : Older George
- 1975 : It's a Bird... It's a Plane... It's Superman (téléfilm) : Gangster
- 1977 : Raid on Entebbe (téléfilm) : Mr. Harvey
- 1978 : Mother, Juggs & Speed (téléfilm) : Harry Fishbine
- 1980 : The Gong Show Movie : Man in Steam Room
- 1981 : Lily: Sold Out (téléfilm) : Mickey Gold
- 1985 : Dublin Murders

### Comme producteur
- 1972 : La Chose (Something Evil) (téléfilm)